# Tullio Morganti
Tullio Morganti (Roma, 12 novembre 1955) è un tecnico del suono italiano, vincitore di tre David di Donatello per il miglior suono.

## Biografia
Diplomatosi al liceo classico nel 1974, interrompe gli studi universitari di medicina nel 1979, cominciando poi la professione di tecnico del suono nel 1984. Cominciò nel 1977 attraverso la collaborazione con emittenti radiofoniche. Prende parte alla realizzazione di documentari per la Rai e lì arriva l'incontro con diverse personalità tra cui un reporter televisivo di guerra; finita l'esperienza dei documentari di guerra, riprese a lavorare come fonico per prodotti televisivi, tra cui La piovra 3.
Dal 1994 è membro della giuria dell'Accademia Del Cinema Italiano – Premio David di Donatello.

## Filmografia parziale
- Trappola diabolica, regia di Bruno Mattei e Claudio Fragasso (1988)
- Robowar - Robot da guerra, regia di Bruno Mattei (1988)
- Cop Game - Giochi di poliziotto, regia di Bruno Mattei (1988)
- Don Bosco, regia di Leandro Castellani (1988)
- Terminator 2, regia di Bruno Mattei (1989)
- Nato per combattere, regia di Bruno Mattei (1989)
- Desideri, regia di Bruno Mattei (1989)
- Evelina e i suoi figli, regia di Livia Giampalmo (1990)
- Tracce di vita amorosa, regia di Peter Del Monte (1990)
- Alambrado, regia di Marco Bechis (1991)
- La valle di pietra, regia di Maurizio Zaccaro (1991)
- Sud, regia di Gabriele Salvatores (1993)
- Senza pelle, regia di Alessandro D'Alatri (1994)
- Viva San Isidro!, regia di Alessandro Cappelletti (1995)
- Il cielo è sempre più blu, regia di Antonello Grimaldi (1996)
- Silenzio... si nasce, regia di Giovanni Veronesi (1996)
- Tiburzi, regia di Paolo Benvenuti (1996)
- Ardena, regia di Luca Barbareschi (1997)
- Nirvana, regia di Gabriele Salvatores (1997)
- Ovosodo, regia di Paolo Virzì (1997)
- Il viaggio della sposa, regia di Sergio Rubini (1997)
- La vita è bella, regia di Roberto Benigni (1997)
- Mare largo, regia di Ferdinando Vicentini Orgnani (1998)
- Tu ridi, regia di Paolo e Vittorio Taviani (1998)
- Vite in sospeso, regia di Marco Turco (1998)
- Baci e abbracci, regia di Paolo Virzì (1999)
- Il dolce rumore della vita, regia di Giuseppe Bertolucci (1999)
- Canone inverso - Making Love, regia di Ricky Tognazzi (2000)
- Controvento, regia di Peter Del Monte (2000)
- Rosa e Cornelia, regia di Giorgio Treves (2000)
- Non ho sonno, regia di Dario Argento (2001)
- Le parole di mio padre, regia di Francesca Comencini (2001)
- Lo scippo, regia di Massimo De Pascale (2001)
- Figli/Hijos, regia di Marco Bechis (2002)
- Pinocchio, regia di Roberto Benigni (2002)
- Il trasformista, regia di Luca Barbareschi (2002)
- Mio cognato, regia di Alessandro Piva (2003)
- L'amore ritorna, regia di Sergio Rubini (2004)
- Sara May, regia di Marianna Sciveres (2004)
- La febbre, regia di Alessandro D'Alatri (2005)
- La notte del mio primo amore, regia di Alessandro Pambianco (2006)
- La terra, regia di Sergio Rubini (2006)
- Commediasexi, regia di Alessandro D'Alatri (2006)
- Tutte le donne della mia vita, regia di Simona Izzo (2007)
- Colpo d'occhio, regia di Sergio Rubini (2008)
- Questa notte è ancora nostra, regia di Paolo Genovese e Luca Miniero (2008)
- L'uomo nero, regia di Sergio Rubini (2009)
- Sul mare, regia di Alessandro D'Alatri (2010)
- Romeo and Juliet, regia di Carlo Carlei (2013)
- Incompresa, regia di Asia Argento (2014)
- Presto farà giorno, regia di Giuseppe Ferlito (2014)
- Soap opera, regia di Alessandro Genovesi (2014)
- Dobbiamo parlare, regia di Sergio Rubini (2015)
- Ma che bella sorpresa, regia di Alessandro Genovesi (2015)
- Storie sospese, regia di Stefano Chiantini (2015)
- La mia famiglia a soqquadro, regia di Max Nardari (2017)

## Riconoscimenti
- David di Donatello
  - 1994 - David di Donatello per il miglior suono per Sud
  - 1995 - David di Donatello per il miglior suono per Senza pelle
  - 1997 - David di Donatello per il miglior suono per Nirvana
  - 1998 - David di Donatello per il miglior suono per Ovosodo
  - 1998 - David di Donatello per il miglior suono per La vita è bella
  - 2000 - David di Donatello per il miglior suono per Il dolce rumore della vita
  - 2002 - David di Donatello per il miglior suono per Le parole di mio padre

- Ciak d'oro
  - 1994 - Candidatura al Ciak d'oro per il migliore sonoro in presa diretta per Sud
  - 1995 - Candidatura al Ciak d'oro per il migliore sonoro in presa diretta per Senza pelle
  - 1998 - Candidatura al Ciak d'oro per il migliore sonoro in presa diretta per La vita è bella
  - 1999 - Candidatura al Ciak d'oro per il migliore sonoro in presa diretta per Baci e abbracci
  - 2002 - Ciak d'oro per il migliore sonoro in presa diretta per Figli/Hijos
  - 2004 - Candidatura al Ciak d'oro per il migliore sonoro in presa diretta per L'amore ritorna
  - 2010 - Candidatura al Ciak d'oro per il migliore sonoro in presa diretta per L'uomo nero